# Hans Helmuth Lüttichau (overpræsident)
 Der er flere personer med dette navn, se Hans Helmuth Lüttichau.
Hans Helmuth Lüttichau (20. april 1794 på Egebjerggård – 15. marts 1869 i København) var amtmand og overpræsident i København, broder til Mathias Lüttichau.
Lüttichau var en søn af generalkrigskommissær Schack Lüttichau (23. oktober 1770 – 29. september 1819) og Antonie Elise Petrea f. Lunding, fødtes 20. april 1794 på Egebjerggård, blev 1812 student fra det Schouboeske Institut, 1816 juridisk kandidat, 1818 auditør i Armeen, 1822 tillige regimentskvartermester, 1825 overauditør, 1835 herredsfoged og skriver i Bjerge og Åsum Herreder, var i fyrrerne tillige gentagne gange konstitueret som stiftamtmand over Fyens Stift og amtmand i Odense Amt, udnæyntes 1852 til stiftamtmand over Ribe Stift og amtmand i Ribe Amt og forflyttedes 1855 efter eget ønske der fra til amtmandsembedet i Svendborg Amt. Den betydelige anseelse, han havde erhvervet sig som embedsmand ved sin fremragende dygtighed, energi og nidkærhed, bevægede regeringen til i 1856 at opfordre ham til at overtage embedet som overpræsident i København, hvor der på forskellige områder forestod vigtige reformer. Han modtog kaldelsen og overtog fra 1. januar 1857 sit nye embede samt de til dette knyttede bihverv. Alderen gjorde dog snart sine krav gældende, og hans arbejdskraft svarede ikke mere fuldt ud til de nærede Forventninger; derimod vandt han også her almindelig højagtelse ved sin humanitet, sit frisind og sin noble karakter. 1864 fik han efter ansøgning sin afsked, og han døde ugift 15. marts 1869 i København. 1823 var han blevet kammerjunker, 1852 kammerherre og 1857 Kommandør af Dannebrog.